# Deutsche Geschichte in Dokumenten und Bildern
Deutsche Geschichte in Dokumenten und Bildern (DGDB, englisch German History in Documents and Images (GHDI)) ist eine Sammlung von Text- und Bildquellen zur Politik-, Sozial- und Kulturgeschichte Deutschlands ab 1500. Sie ist ein Projekt des Deutschen Historischen Instituts Washington, das in der ersten Auflage durch die Max Kade Foundation und die Zeit-Stiftung Ebelin und Gerd Bucerius gefördert und durch das Institut für Europäische Geschichte Mainz unterstützt wurde. Die Bildquellen stammen zum größten Teil aus dem Bildarchiv Preußischer Kulturbesitz. Die technische Infrastruktur der überarbeiteten und erweiterten zweiten Auflage wurde durch eine Förderung der Deutschen Forschungsgemeinschaft unterstützt.
Die Sammlung besteht aus zehn Bänden, die nach Epochen von der Reformation bis zur Gegenwart gegliedert sind. In den einzelnen Bänden sind die Quellen thematisch eingeteilt, unter anderem nach den Themen Staat, Parteien, Militär, Wirtschaft, Natur, Familie, Religion, Literatur, Kunst und Kultur sowie Wissenschaft und Bildung.
Seit 2022 wird das Projekt durch German History Intersections (GHIS) mit drei thematischen Bänden zu den Themen Migration, Wissen und Bildung sowie Deutschsein ergänzt.
Die Textquellen werden in der deutschsprachigen Originalfassung und einer englischsprachigen Übersetzung erfasst. Sie werden von Fachvertretern redigiert und herausgegeben.
Die Sammlung ist in vollem Umfang online verfügbar. Sie kann für den Privatgebrauch und für andere nicht-kommerzielle Zwecke wie die Lehre verwendet werden.

## Gliederung
- Band 1: Von der Reformation bis zum Dreißigjährigen Krieg (1500–1648)
- Band 2: Vom Absolutismus bis zu Napoleon (1648–1815)
- Band 3: Vom Vormärz bis zur Preußischen Vorherrschaft (1815–1866)
- Band 4: Reichsgründung: Bismarcks Deutschland (1866–1890)
- Band 5: Das Wilhelminische Kaiserreich und der Erste Weltkrieg (1890–1918)
- Band 6: Die Weimarer Republik (1918/1919–1933)
- Band 7: Deutschland unter der Herrschaft des Nationalsozialismus (1933–1945)
- Band 8: Die Besatzungszeit und die Entstehung zweier Staaten (1945–1961)
- Band 9: Zwei deutsche Staaten (1961–1989)
- Band 10: Ein Deutschland in Europa (1989–2006)